# Aeropuerto Internacional de Lamezia Terme
El Aeropuerto  Internacional de Lamezia Terme (o Aeropuerto Internacional Sant'Eufemia) (IATA: SUF, OACI: LICA) es un aeropuerto cerca de Lamezia Terme, Italia, y el aeropuerto más importante de Calabria. 
Su código IATA «SUF» se deriva de «Sant'Eufemia», nombre de la fracción de Lamezia Terme donde está ubicado.
Una unidad militar de helicópteros, el 2° Reggimento dell'Aria «Sirio», tiene su base en las cercanías.

## Aerolíneas y destinos
| Aerolíneas          | Destinos |
| ------------------- | --- |
| Air Transat         | Estacional: Toronto-Pearson |
| AlbaStar            | Estacional: Bérgamo, Perugia |
| Austrian Airlines   | Estacional: Viena |
| Condor Flugdienst   | Estacional: Düsseldorf, Fráncfort del Meno, Múnich |
| easyJet             | Basilea/Mulhouse, Milán–Malpensa Estacional: Ginebra |
| Edelweiss Air       | Zúrich |
| Eurowings           | Estacional: Colonia/Bonn, Düsseldorf, Salzburgo, Stuttgart Chárter estacional: Innsbruck |
| Eurowings Discover  | Estacional: Fráncfort del Meno, Múnich |
| Finnair             | Chárter estacional: Helsinki |
| ITA Airways         | Milán–Linate, Roma–Fiumicino |
| LOT Polish Airlines | Estacional: Varsovia–Chopin |
| Luxair              | Estacional: Luxemburgo |
| Neos                | Estacional: Milán–Malpensa, Verona |
| Ryanair             | Bérgamo, Bolonia, Charleroi, Génova, Londres–Stansted, Malta, Memmingen, Milán–Malpensa, Pisa, Turín, Verona Estacional: Karlsruhe/Baden-Baden, Cracovia, Núremberg, Treviso, Venecia, Viena, Aeropuerto de Valencia (inicia el 1 de junio de 2024) |
| Smartwings          | Estacional: Praga |
| SkyAlps             | Estacional: Bolzano |
| Transavia           | Estacional: París–Orly |
| TUI Airways         | Estacional: Londres–Gatwick, Mánchester |
| TUI fly Belgium     | Estacional: Bruselas |
| Wizz Air            | Milán–Malpensa, Tirana, Turín |

## Estadísticas
Ver fuente y consulta Wikidata.